# Григорьян, Ваган Григорьевич
Ваган Григорьевич Григорьян (1901/1902, с. Караконд, Елизаветпольская губерния — 1983) — советский партийный и государственный деятель.
Член РКП(б) с 1920 года, кандидат в члены ЦК КПСС (14.10.1952 — 02.03.1954).
Депутат Верховного Совета СССР 2, 3 созывов.

## Биография
В 1920—1924 гг. редактировал ряд армейских газет, заведовал отделом печати ЦК ВКП(б) Азербайджана.
1924—1927 гг. — завотделом печати Хамовнического райкома партии, завотделом печати Московского комитета РКП(б)/ВКП(б).
1927 — февраль 1933 гг. — секретарь, заместитель редактора, редактор газет «Рабочая правда», «Пролетар», «На рубеже Востока» (Тифлис).
В феврале 1933—1946 гг. — ответственный редактор газеты «Заря Востока» (Тбилиси).
26 января—10 февраля 1934 года делегат XVII съезда ВКП(б) с совещательным голосом.
В 1946—1947 гг. заведует отделом центральных газет Управления пропаганды и агитации ЦК ВКП(б).
1947 — 12.3.1949 — заместитель шеф-редактора газеты «За прочный мир, за народную демократию».
C 12.3.1949 по 16.4.1953 — председатель Внешнеполитической комиссии ЦК (Комиссии ЦК по связям с иностранными компартиями) — заведующий отделом ЦК по связям с зарубежными коммунистическими партиями (Международный отдел ЦК КПСС).
С марта 1953 года по указанию Берия перешёл на работу в МИД, член коллегии и завсектором МИД СССР (с 16.03.1953), уполномоченный ЦК КПСС по Аджарской АССР.
В августе 1953 года завотделом ЦК А. Л. Дедов в заявлении на имя Н. С. Хрущёва указывал, что ряд сослуживцев Григорьяна «указывают на близкие отношения Григорьяна с Берия».

## Награды
- орден Ленина
- орден Трудового Красного Знамени (07.07.1937) — в связи с 15-летием газеты «Заря Востока» и за образцовую работу в газете
- орден «Знак Почёта» (24.02.1941)